# Carter Lake (Iowa)
Carter Lake – miasto w Stanach Zjednoczonych, w stanie Iowa, w hrabstwie Pottawattamie.

## Demografia
Zgodnie ze spisem statystycznym z 2000, miasto liczyło 3248 mieszkańców. W 2023 liczba mieszkańców wzrosła do 3759 osób, a gęstość zaludnienia przekroczyła 722 osoby/km².